# آی‌پی‌کوپ
فایروال آی‌پی‌کوپ (به انگلیسی: IPCop) یک توزیع لینوکس باهدف فراهم کردن ابزاری ساده برای ایجاد فایروال بر اساس امکانات سخت‌افزاری موجود کامپیوتر می‌باشد.
این فایروال رایگان و کد باز بر پایه لینوکس بوده و دارای امکانات متعددی از قبیل firewall - proxy - vpn و مدیریت امن شبکه‌های بی‌سیم را هم در اختیار دارد.